# 纪念碑谷 (游戏)
《纪念碑谷》是由Ustwo独立游戏工作室开发，并于2014年发行的解谜游戏。在游戏中，玩家需要控制主角艾达公主在错视和不可能的几何物体构成的迷宫中行走，通过调整和旋转建筑物的部分，创造出能够到达目的地的道路。游戏的创作灵感来源于埃舍尔风格的艺术概念画，视觉风格受日本木版画、极简主义艺术、几款独立游戏的影响。
《纪念碑谷》的开发共花费了约10个月。游戏的目标受众是全年龄段人群，设计师采用了玩具般的色调并精心设计关卡，让玩家享受奇妙的探索体验。设计师王友健希望游戏能够有艺术媒介一般的表达能力，玩家可以通过游戏理解生活的各个方面。游戏注重玩家自主探索和个人想象力的发挥，而非困难的挑战。游戏没有完整的剧情，而是通过碎片化的故事让玩家自行构建意义。经过内部最后测试，游戏于2014年4月3日在iOS平台发行，之后移植到Android平台和Windows Phone平台。游戏也陆续推出了附加篇章。2022年7月，PC版《纪念碑谷：全景版》发布。
《纪念碑谷》受到普遍好评。评论家普遍称赞了游戏独特的艺术风格、精心设计的谜题和出色的音效，但一些评论家认为游戏关卡较短且缺乏难度。《纪念碑谷》的下载量达到了2,600万次，取得了可观的营收成绩，同时也获得了多项奖项，包括2014年苹果设计奖。该作在美国电视剧《纸牌屋》中出现，并为其他游戏与音乐视频提供了灵感。续作《纪念碑谷2》于2017年面世，《纪念碑谷3》在2024年發布。

## 玩法

此为游戏的一张截图。艾达公主处于图片中央，面对按钮，站在旋转平台上，游戏中的“双向角色”乌鸦人正注视着艾达

在《纪念碑谷》中，玩家需要操纵主角艾达公主穿越各种由视错觉和不可能的几何物体所组成的迷宫。这些迷宫在游戏中被称为“神圣几何”。游戏以等轴测投影呈现，玩家需要与周围环境互动，来寻找通往地图终点的隐藏通道。游戏拥有十个不同核心机制的关卡。玩家可以通过移动平台和图腾（游戏中的非玩家角色），以及创建桥梁等方式与游戏互动。游戏通过颜色等设计元素间接提示玩家，并利用乌鸦人阻碍艾达前进来直接引导玩家通关:26。在关卡中，玩家可通过相机功能自由地移动并缩放画面，还可使用类似于Instagram的滤镜功能。

## 开发

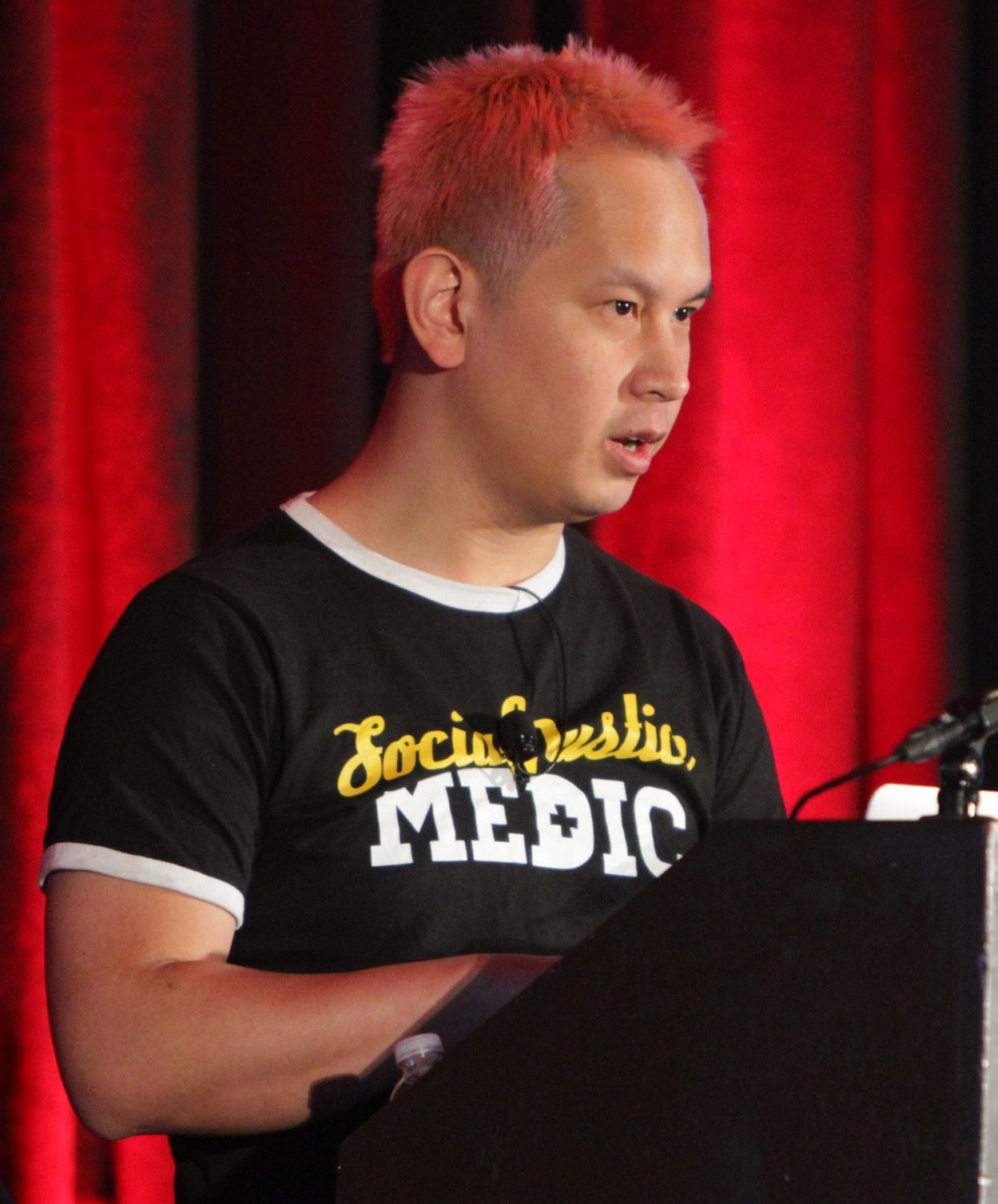
正在2015年游戏开发者大会上发表演讲的王友健，他是本作的主设计师和美工师

《纪念碑谷》由Ustwo下辖的Ustwo Games工作室开发。Ustwo是一家诞生于2004年的数字产品、交互界面设计公司，其总部设在伦敦，自2007年以来就开始开发iPhone应用软件。在开发《纪念碑谷》前，他们制作了设计类应用Granimator、图片分享类应用Rando，以及下载量突破百万的游戏《Whale Trail》 。《纪念碑谷》的定位是面向平板电脑的螢幕觸控游戏，自2013年开始制作，耗时10个月。 Ustwo的管理部门并没有给设计团队限制预算，也没有制定明确的时间表，而是告诉他们专注于“制作出一个高品質的产品”。因为游戏开发部门Ustwo Games并不是Ustwo的主要收入来源，所以Ustwo才着重游戏开发部门是否能开发出“伟大的作品”，而不关心游戏能否带来巨额利润。
在艺术风格设计上，游戏的创作灵感来源于埃舍尔风格的艺术概念画作，包括《另一个世界》、《观景楼》、《画廊》、《瀑布》、3幅《变形》等:26。担任设计师和美工师的王友健表示，他追求每一帧游戏画面都能成为可供展示的艺术作品 。在这一设计思路下，王友健绘制了概念草图。游戏的视觉风格灵感来源于日本木版画、雕塑设计上的极简主义艺术以及《超级兄弟：剑与魔剑使-EP》、《玩具车大冒险》和《菲斯》等独立游戏。同时，关卡中“纪念碑”的设计参照了蛋糕、甜甜圈的纹路、八音盒、旋转木马、陀螺、鞋柜和暖气散热片等。与《镜之边缘》相似，该作通过颜色指明玩家能在何处互动。游戏的目标受众是全年龄段人群，美术设计师认为，游戏的颜色需要大人和孩子都能接受，因此采用了“玩具般的色调”。由于iPad和iPhone的屏幕有限，为了让玩家有更好的游戏体验，避免反复拉动缩放游戏画面，游戏的每个关卡都分为了两到三个区域，玩家操控主角到指定位置时，能够开启这一关卡其他部分的内容。设计团队对游戏的画面细节、色调、色彩等反复调整，最终成品的风格和质感与最初的概念草图非常相似。
游戏的设计初衷是让大多数玩家都能够完成，这在为大众受众设计的游戏中并不常见。王友建提到，玩家需要自行探索目标，而非直接对照提示解题。游戏被预期是一段“独特的经历”，而非是一项困难的挑战。王友健将玩家的游戏体验比作像逛玩具店那样奇妙，同时又像阅读《獅子·女巫·魔衣櫥》那样奇幻。游戏本考虑加入收集要素，但是这与设计理念相冲突。游戏最初只制作了引导部分，在玩法考虑完成之后，开发者才加入剧情，他们并不重视剧情的完整性，所以游戏并没有完整的剧情，只有一段段故事碎片。开发者希望玩家们能参与进来，发挥想象力，构造属于玩家自己的故事。王友建认为，游戏中的故事更像是具有象征意义的“歌”，而非仅仅是叙事书或电影，玩家可以从游戏中得出自己的意义。制作过程中，游戏亦受到了《Threes!》、《Tiny Wings》等其他iOS游戏的影响。对于游戏的名称，王友健在游戏开发者大会上提到，最开始团队使用了“幻影之塔”（Tower of Illusion）之名，但在整合完游戏要素后，游戏则被正式命名为“纪念碑谷”（Monument Valley）。他表示原因或许是“游戏里所有的建筑都是一座座纪念碑”，而且认为新名称更便于记忆。游戏配乐由斯塔福德·鲍勒（Stafford Bawler）、Obfusc和Grigori创作。
《纪念碑谷》于2013年12月开始内部测试 ，共有一千多人参与测试，得到游戏的平均完成时间为90分钟。游戏最初被设计为iPad独占游戏，于2014年4月3日在iOS上发行。发行后第二周，公司就收回了开发成本。游戏后被移植到了Android平台，经过两次测试后，于2014年5月14日发行。游戏在中国大陆市场的独家代理为乐逗游戏，Ustwo认为这是“最好的选择”。乐逗游戏表示，自己会将的重点放在付费模式的创新上，并会做一些适当的二次开发。2015年4月，电信爱游戏和乐逗推出了Android付费版的《纪念碑谷》。同年5月28日，豌豆荚发布了与乐逗合作的Android中文版。Ustwo团队2014年4月称，他们正“因艺术之故”继续制作关卡，但可能会与原先的游戏内容不相配。王友建称，如果玩家们期望将游戏移植到其他平台上，那么开发团队是会考虑的。《纪念碑谷》的总监说，游戏使用Unity游戏引擎，“移植到另一系统并不困难”，并正在考虑移植到PlayStation Vita上。但游戏以肖像画作形式（即竖向）的屏幕方向做成，开发者难以将其改变为适合风景画方向（即横向）的屏幕，因此难以移植到电脑端。
《纪念碑谷》附加篇章被遗忘的海岸于2014年11月12日在iOS平台上发布，同月20日登陆Amazon AppStore，24日登陆Google Play Store，在原有的十个关卡下增加了八个关卡。其采用了一些先前未使用的创意或未完成的想法，但90%的内容都是全新的。同月24日，游戏又推出了特别篇章艾达的（红色）梦，该篇章中有几个新的关卡，并且艾达公主身穿红色衣服。它使用了一些在被遗忘的海岸中无法转化为完整关卡的部分。公司称会将该篇章的收入悉数捐赠给对抗艾滋病的慈善机构Product Red，此举也是响应2014年世界艾滋病日的倡议。2015年6月25日，游戏再次推出艾达的（蓝色）梦章节。2015年4月30日，游戏被移植到Windows Phone上。2021年4月2日，Apple Arcade独占游戏《纪念碑谷+》（Monument Valley+）发布。2022年，詹妮弗·埃斯塔里斯（Jennifer Estaris）表示他们已经找到了适应横向模式的方法，并计划在同年晚些时候发布到个人电脑上。2022年7月12日，PC版《纪念碑谷：全景版》（Monument Valley: Panoramic Edition）在Steam上发行，包含了所有的附加篇章。该版本适配电脑的横屏场景，使用鼠标点击代替触摸操作，其他操作方式没有改变。

## 评价
| 汇总媒体   | 得分   |
| ---------- | ------ |
| Metacritic | 89/100 |

| 媒体          | 得分   |
| ------------- | ------ |
| Edge          | 8/10   |
| Game Informer | 8/10   |
| Polygon       | 9/10   |
| Pocket Gamer  | 9/10   |
| TouchArcade   | [ 48 ] |

根据电子游戏评分汇总网站Metacritic显示的结果，《纪念碑谷》获得的评价以“正面评论为主”。游戏很快蹿升至App Store付费应用榜的榜首，由于热评与良好口碑，其至少有一个月位居前列。《纪念碑谷》被选为App Store的编辑精选，之后获得了2014年的苹果设计奖以及苹果2014年最佳iPad游戏的提名。电子游戏网站Pocket Gamer授予《纪念碑谷》金奖，其网站的评论员哈里·斯莱特（Harry Slater）写道：“在App Store上，没有其他游戏能与《纪念碑谷》媲美。”
多个评论家认为游戏的艺术性和音效设计杰出。《Edge》游戏杂志就此评论道，游戏场景变化时会伴随“深沉的轰隆声”和“咔嚓声”，这些音效设计让人想到在《古墓丽影》中移动“远古机械”。TouchArcade的肖恩·马斯格雷夫（Shaun Musgrave）称，游戏的视觉效果“美丽动人到几乎不可能”。《连线》杂志上写到，《纪念碑谷》“也许是2014年度最美的iPad游戏”。腾讯游戏也称，《纪念碑谷》是“一场声与画的双重享受”。新浪网认为制作团队在美学和创意上追求独创，并“开创了一个全新的游戏模式”。中关村在线认为，《纪念碑谷》的出现，说明“玩家不缺乏欣赏和发现美的能力，也不缺乏为美买单的能力”。评论员将游戏的视觉风格与莫里茨·科内利斯·埃舍尔的画作和《無限回廊》相提并论，认为《纪念碑谷》与前者的层次、色块、形状和构图类似，与后者的透视类似。
Polygon的丹妮尔·瑞安德（Danielle Riendeau）称赞游戏谜题的设计 ，《Creative Review》杂志称，游戏的谜题“设计巧妙”，并欣赏开发者对细节的注重。但其他评论家指出游戏难度稍低且关卡较短。瑞安德表示益智类型游戏的谜题往往让人感到是靠直觉来解决的，且最终结果也从不让人感到沮丧。她觉得游戏全程都有“平静舒缓、几乎让人沉醉其中的感觉”。中国大陆网站任玩堂的一位测评家也持类似观点，称游戏的配乐和画面让他“催眠”于其中，没有急躁的感受，能以安静平和的心态享受其中。腾讯游戏同样认为，玩家能够在游戏中感受到“世外桃源般的心灵体验”。《Edge》在网站发文，认为游戏最初并没有出现“真正的”挑战，直到最后一关才给了玩家“耳目一新、解谜时困惑不解，但最终豁然开朗的”谜题。《Edge》也将游戏比作“自行组装家具”：过程简单明了，但结果令人满意。Pocket Gamer网站的哈里·斯莱特评价道，“游戏之独特几乎令人惊叹”。瑞安德说她在三小时内就通关游戏。TouchArcade的肖恩·马斯格雷夫预计游戏长度“约为一小时”，称“压根不能想象到底有谁会卡在游戏的谜题上”。《Game Informer》杂志的杰夫·马尔基亚法瓦（Jeff Marchiafava）对游戏里的叙述感到不满，并认为游戏里的象征模糊不清，他希望游戏能够更充实些。TouchArcade的马斯格雷夫表示，和其他游戏不同，《纪念碑谷》给人以简单的感觉。虽然游戏时长看似较短，似乎不足以发挥游戏机制的全部潜力；但对于传达故事情节来说，时间长度却刚好合适。
《纪念碑谷》发行后一个月内，付费下载量达到50万次，三个月内达到100万；到2014年11月，游戏已下载140万次；到2015年1月，达到了240万次。2015年1月，Ustwo公司透露，游戏的盗版泛滥，Android平台上仅有5％的用户付费下载，iOS平台上有40％的用户付费下载；公司同时也表示，尽管存在盗版现象，但截至2015年1月中旬，付费下载营收仍超过了600万美元，而整个游戏的制作成本为140万美元。公司也断言，出现这一情况，或许是有用户在多个设备上安装该游戏。至2016年4月3日，官方下载渠道下载数量合计26,102,459次，公司共获得14,378,500美元的收入。
在2015年游戏开发者大会上公布的游戏开发者选择奖名单中，《纪念碑谷》获得了“最佳创意奖”、“最佳视觉艺术”和“最佳掌上（手机）游戏”奖项，以及“最佳设计”的提名。在第18届D.I.C.E峰会年度颁奖礼上（原互动艺术与科学学会互动成就奖），游戏赢得了“杰出艺术指导成就”、“杰出游戏指导成就”、“杰出游戏创新”、“年度手机游戏”和“D.I.C.E.精神奖”。它也赢得了2015年国际移动游戏大奖。在英国电影和电视艺术学院（BTFTA）主办的英国电子游戏学院奖上，《纪念碑谷》摘得了最佳“英国游戏”、最佳“掌上（手机）游戏”的头衔，获得了“最佳游戏奖”、“艺术成就奖”和“新颖性奖”的提名。在2014年的NAVGTR奖中，《纪念碑谷》获得了特殊游戏类别的奖项，并获游戏设计、新IP和艺术指导（奇幻类别）之提名。游戏也登上《时代》杂志最佳游戏名单，并被美国游戏杂志《Game Informer》列在“最佳的手机独占游戏”中的“编辑推荐”。

## 影响
美国电视剧《纸牌屋》的第三季中，出现了弗兰克·安德伍德游玩《纪念碑谷》的镜头。游戏以“次要情节”在剧中植入。安德伍德看到游戏评论家、传记作家托马斯·耶茨（Thomas Yates）对《纪念碑谷》的精妙评测后，邀请他为自己立传。据Ustwo公司所言，Netflix曾与他们有过主动接触，他们也很乐意将游戏无偿植入剧中，让游戏能够触达原本可能没有听说过它的观众。Ustwo准备了游戏的专用版本，以协助拍摄并满足剧本的情节需求，使游戏成为剧中的一个独特元素。2015年2月，Netflix播出的这一季电视剧完结，随后几天内，《纪念碑谷》再次进入了主要应用商店的付费游戏畅销榜前十名。2015年10月，《天天过马路》在更新游戏时加入了艾达、图腾这些来自《纪念碑谷》中的角色。2015年，游戏创意公司iam8bit开始售卖《纪念碑谷》的周边商品。王友健在完成《纪念碑谷》后不久离开了Ustwo Games，创建了自己的工作室Mountains，随后制作了电子游戏《Florence》。
附加篇章被遗忘的海岸发行后，由于关卡额外收费，遭到了玩家的差评轰炸。随后Ustwo公司也发布推文表示不满。这引发了关于“付费手游DLC是应该收费还是免费”的讨论。据报道，《纪念碑谷》对中国独立游戏开发社区产生了重大影响，其证明了游戏也能像艺术作品那样关情，因此许多开发者希望构建具有类似叙事手法的游戏。加兹·里格纳尔称游戏或受到《纪念碑谷》的影响。于2018年发布了歌曲，其音乐视频在某种程度上受到了《纪念碑谷》的启发。
续作《纪念碑谷2》于2017年6月5日在iOS平台发布，随后于2017年11月6日上架Google Play。《纪念碑谷3》於2024年12月11日發布，并上架至Google Play及App Store平台，仅限Netflix订阅用户独占游玩。

## 改编
2018年8月，派拉蒙动画公司和Weed Road Pictures携手与Ustwo合作，宣布计划拍摄一部基于《纪念碑谷》的真人与CGI混合电影，由帕特里克·奥斯本执导。该电影预计将呈现真人演员在基于游戏的计算机生成场景中探索的画面。奥斯本表示：“能够接手艾达的神秘王国，进入她那由不可能建筑构成的世界，以不同的视角来看待事物，我感到非常荣幸。”